# Тетраміно

Односторонні фігури тетраміно: I, J, L, O, S, T, Z

Тетрамі́но (тетрамінó) — геометричні фігури, що складаються з чотирьох квадратів, з'єднаних сторонами (від грец. τετρα- — чотири), тобто так, що квадрати можна обійти за скінченне число ходів шахової тури. Є підмножиною поліміно.
Найбільш відомі як «падаючі фігури» в комп'ютерній грі «Тетріс», в якій використовується сім односторонніх тетраміно (див. малюнок; фігури, що переходять одна в одну при поворотах, вважаються однаковими, а при дзеркальному відображенні — різними). Пов'язано це з тим, що в «Тетріс» не можна перевертати фігури дзеркально, а тільки повертати.
Якщо розглядати «вільні» тетраміно, тобто не розрізняти дзеркальні відображення фігур, то різних форм тетраміно існує п'ять — (J- і L-подібні, а також S- і Z-подібні тетраміно можна отримати один з одного, перевернувши їх).
Якщо розглядати «фіксовані» тетраміно, тобто вважати різними також і повороти фігур на 90°, 180° і 270°, то:
- L-тетраміно (воно ж J) асиметричне і може бути орієнтоване 8 способами — 4 повороти і 2 дзеркальних відображення.
- Z-тетраміно (воно ж S) збігається з собою при повороті на 180° і може бути орієнтоване 4 способами — 2 повороти і 2 дзеркальних відображення.
- T-тетраміно має осьову симетрію і може бути орієнтоване 4 способами — поворотами.
- I-тетраміно має дві осі симетрії і може бути орієнтоване 2 способами — поворотами.
- О-тетраміно збігається з собою при дзеркальному відображенні і при будь-яких поворотах на кути, кратні 90 °, і може бути орієнтоване єдиним чином.

Звідси число «фіксованих» тетраміно (також відомих як трансляційні типи тетраміно) 8 + 4 + 4 + 2 + 1 = 19.
Тетраміно — найбільший порядок поліміно, при якому типи симетрії всіх вільних фігур різні.

## Складання фігур з тетраміно
З тетраміно пов'язано безліч завдань на складання з них різних фігур. Доведено, що скласти прямокутник з повного набору тетраміно (4×5 або 2×10 з вільних, 4×7 або 2x14 з односторонніх) неможливо. Доведення ґрунтується на розфарбовуванні фігур в шаховому порядку. Всі тетраміно, крім Т-подібного, містять 2 чорні і 2 білі клітини, а Т-подібне тетраміно — 3 клітинки одного кольору і 1 клітину іншого. Тому будь-яка фігура з повного набору тетраміно міститиме клітинок одного кольору на дві більше, ніж іншого. Але будь-який прямокутник, з парною кількістю клітинок, містить рівне число чорних і білих клітинок.